# Кь
Кь, кь — кириллический диграф, используемый в абазинском, абхазском, аварском, агульском, даргинском, лакском, лезгинском, рутульском, табасаранском и цахурском языках.

## Использование
В языках нахско-дагестанской группы диграф обозначает звук [q'], кроме аварского, где им передаётся звук [kɬ']. В абхазском языке диграфом кь передаётся звук [kʼʲ].